# Stylidium arenicola
Stylidium arenicola este o specie de plante dicotiledonate din genul Stylidium, familia Stylidiaceae, ordinul Asterales, descrisă de Carlq.. Conform Catalogue of Life specia Stylidium arenicola nu are subspecii cunoscute.